# 覚醒評議会
覚醒評議会（アラビア語: المجلس الوطني لإنقاذ العراق）は、イラクの自警団。イラクの息子たち（英語: Sons of Iraq）とも呼ばれる。イラクで勢力を拡大するアル＝カーイダへ対抗するため、各地の地元部族が中心となり組織された。実質的な設立者はアメリカの軍人で元CIA長官のペトレイアスである。